# Sphaerolejeunea umbilicata
Sphaerolejeunea umbilicata är en bladmossart som beskrevs av Theodor Carl Karl Julius Herzog. Sphaerolejeunea umbilicata ingår i släktet Sphaerolejeunea och familjen Lejeuneaceae. IUCN kategoriserar arten globalt som akut hotad. Inga underarter finns listade i Catalogue of Life.